# Campionats del món de ciclisme en ruta de 1964
Els Campionats del món de ciclisme en ruta de 1964 es disputaren entre del 3 al 6 de setembre de 1964 a Sallanches, França.

## Resultats
| Proves :                            | Or                                                                                | Or         | Argent                                                                                                 | Argent   | Bronze                                                                                    | Bronze   |
| Masculines                          |                                                                                   |            | |          |                                                                                           |          |
| Cursa en línia masculina detalls    | Jan Janssen · Països Baixos                                                       | 7h 35' 52" | Vittorio Adorni · Itàlia                                                                               | m. t.    | Raymond Poulidor · França                                                                 | m. t.    |
| Cursa en línia masculina amateur    | Eddy Merckx · Bèlgica                                                             | 4h 39' 10" | Willy Planckaert · Bèlgica                                                                             | -        | Gösta Pettersson · Suècia                                                                 | -        |
| Contrarellotge per equips masculins | Itàlia · Severino Andreoli · Luciano Dalla Bona · Pietro Guerra · Ferruccio Manza | 2h 07' 20" | Espanya · Ginés García Perán · José Ramón Goyeneche Bilbao · Ramon Sáez Marzo · Luis Pedro Santamarina | + 3' 47" | Bèlgica · Rene Heuvelmans · Roland De Neve · Roland Van De Rijse · Albert Van Vlierberghe | + 3' 51" |
| Femenines                           |                                                                                   |            | |          |                                                                                           |          |
| Cursa en línia femenina detalls     | Emilia Sonka · Unió Soviètica                                                     | 1h 44' 37" | Galina Yudina · Unió Soviètica                                                                         | m. t.    | Rosa Sels · Bèlgica                                                                       | m. t.    |

## Medaller
| Posició | País           | Or | Plata | Bronze | Total |
| 1       | Bèlgica        | 1  | 1     | 2      | 4     |
| 2       | Itàlia         | 1  | 1     | 0      | 2     |
| 2       | Unió Soviètica | 1  | 1     | 0      | 2     |
| 4       | Països Baixos  | 1  | 0     | 0      | 1     |
| 5       | Espanya        | 0  | 1     | 0      | 1     |
| 6       | França         | 0  | 0     | 1      | 1     |
| 6       | Suècia         | 0  | 0     | 1      | 1     |
| Total   | Total          | 4  | 4     | 4      | 12    |